# 茨城縣
茨城縣（日语：／ Ibaraki ken */?）是位于日本关东地方北部的一个县。東濱太平洋、北接福島縣、西接栃木縣、南接千葉縣與埼玉縣。首府是水戶市。茨城縣人口數在全日本的都道府縣中排名第11位，面積為第23位。茨城縣的大部分土地在過去相當於令制國中的常陸國，西南部及南部的部分地區則屬下總國。

## 自然地理
氣候為温暖的太平洋側氣候。
- 地方：關東地方、北關東、東關東、首都圏
- 平原、臺地：關東平野、常陸台地、常總台地
- 山、山地：筑波山（日本百名山之一）、加波山、八溝山地
- 河川：利根川、鬼怒川、小貝川、江戶川、那珂川、久慈川、新利根川、櫻川
- 湖泊、沼澤、水利設施：霞浦（日本第2大淡水湖）、北浦、千波湖、涸沼、牛久沼、菅生沼、渡良瀬遊水地、常陸川水門、霞浦用水
- 海濱：鹿島灘、大竹海岸、大洗海岸

### 自然公園
國定公園
- 水鄉筑波國定公園
- 東水戶國定公園
- 梅區國定公園

都立自然公園
| - 奥久慈縣立自然公園 - 花園・花貫縣立自然公園 - 太田縣立自然公園 - 御前山縣立自然公園 | - 大洗縣立自然公園 - 笠間縣立自然公園 - 吾國・愛宕縣立自然公園 - 水戶縣立自然公園 - 都山縣立自然公園 - 筑波大沼縣立自然公園 | - 高鈴縣立自然公園 - 花海縣立自然公園 - 溫泉山縣立自然公園 - 大關東（東）縣立自然公園 - 台車.台騷縣立自然公園 - 日林町野縣立自然公園 - 松道.日林町北縣立自然公園 - 京長川縣立自然公園 - 新利根川縣立自然公園 - 鬼怒.利水.新都山縣立自然公園 - 古河縣立自然公園 - 鉾田縣立自然公園 - 東關東·谷福縣立自然公園 - 東水戶縣立自然公園 - 鹿島灘縣立自然公園 - 中西部地區縣立自然公園 - 知橋縣立自然公園 |

## 政治

### 知事
- 友末洋治（1947年4月21日—1959年3月29日，共3任）
- 岩上二郎（1959年4月23日—1975年4月22日，共4任）
- 竹内藤男（1975年4月23日—1993年8月11日，共5任）
- 橋本昌（1993年9月26日—2017年9月25日，共6任）
- 大井川和彦（2017年9月26日— ，共2任）

## 區域

### 城市
全縣過去農業為主—現已是以重化工業為中心的重要工業基地。有全國科研中心（集中全國較高水準的研究中心42個）——「筑波研究學園都市」。
縣北區域：市
- 日立市（183,800人）
- 常陸那珂市（156,580人）
- 常陸太田市（52,320人）
- 高萩市（29,247人）
- 北茨城市（43,918人）
- 常陸大宮市（42,586人）
- 那珂市（53,587人）

郡（町村）
- 那珂郡（37,813人）
  - 東海村（37,813人）
- 久慈郡（18,080人）
  - 大子町（18,080人）

縣中央區域：市
- 水戶市（270,724人）縣政府所在地
- 笠間市（76,988人）
- 小美玉市（50,976人）

郡（町村）
- 東茨城郡（69,952人）
  - 茨城町（33,018人）
  - 大洗町（16,906人）
  - 城町（20,028人）

鹿行區域（茨城縣東南濱海地區）：市
- 鹿嶋市（66,713人）
- 潮來市（29,031人）
- 神栖市（94,204人）
- 鉾田市（47,542人）
- 行方市（35,066人）

縣南區域：市
- 筑波市（222,416人）業務核都市
- 土浦市（141,390人）
- 取手市（106,736人）
- 牛久市（84,134人）
- 龍崎市（78,728人）
- 石岡市（76,024人）
- 守谷市（64,430人）
- 稻敷市（43,423人）
- 霞浦市（41,830人）
- 筑波未來市（48,642）

郡（町村）
- 稻敷郡（73,296人）
  - 阿見町（48,043人）
  - 河內町（9,211人）
  - 美浦村（16,042人）
- 北相馬郡（16,566人）
  - 利根町（16,566人）

縣西區域：市
- 古河市（140,775人）
- 筑西市（104,408人）
- 常總市（62,770人）
- 坂東市（54,411人）
- 結城市（51,425人）
- 桜川市（42,674人）
- 下妻市（43,294人）

郡（町村）
- 結城郡（22,087人）
  - 八千代町（22,087人）
- 猿島郡（33,501人）
  - 五霞町（8,842人）
  - 境町（24,659人）

## 交通

### 機場
- 茨城機場

## 特產
| 水果・蔬菜     | 水果・蔬菜                         |
| -------------- | ---------------------------------- |
| 梨             | 全國都道府縣·收穫量第2位(16年度)。 |
| 甜瓜           | 全國都道府縣·收穫量第1位(16年度)。 |
| 西瓜           | 全國有數的產地。                   |
| 栗             | 全國都道府縣·收穫量第1位(16年度)。 |
| 魚介類・海產物 |                                    |
| 鮟鱇           | 鮟鱇有名的產地。                   |
| 文蛤           | 鹿島灘的文蛤有名。                 |
| 肉類・乳製品   |                                    |
| 和牛           | 常陸牛。                           |
| 奥久慈軍鶏     | 地方的雞品種。                     |
| 鄉土料理       |                                    |
| 奥久慈ゆば     | 奧久慈地區的湯葉(腐皮)料理         |
| 工藝品・民藝品 |                                    |
| 笠間燒         | 國家指定的傳統工藝品。             |
| 結城紬         | 國家指定的傳統工藝品。             |
| 真壁石燈篭     | 國家指定的傳統工藝品。             |
| 小久慈硯       | 久慈郡大子町是硯石的產地。         |
| 參考資料：     |                                    |

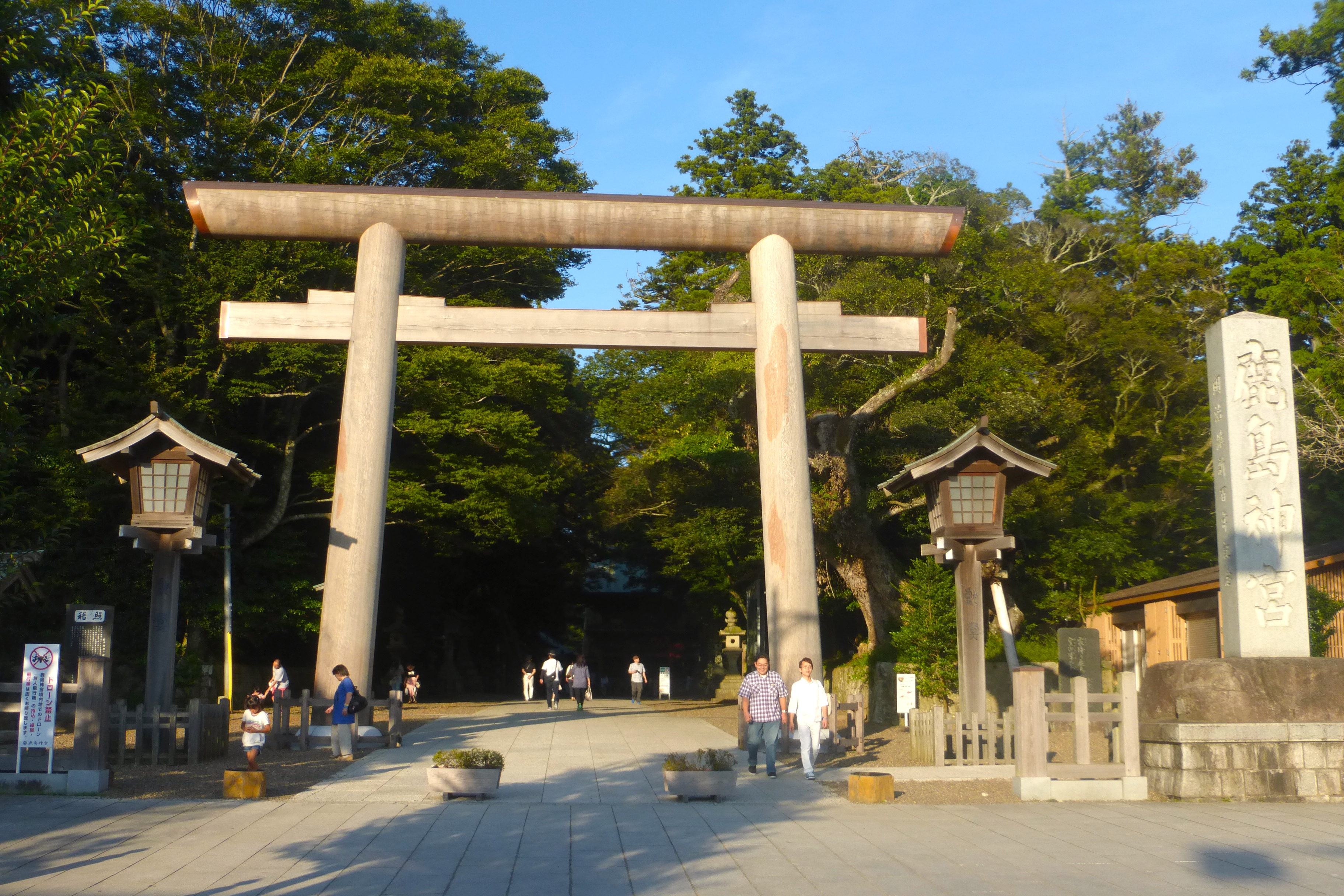
鹿島神宮
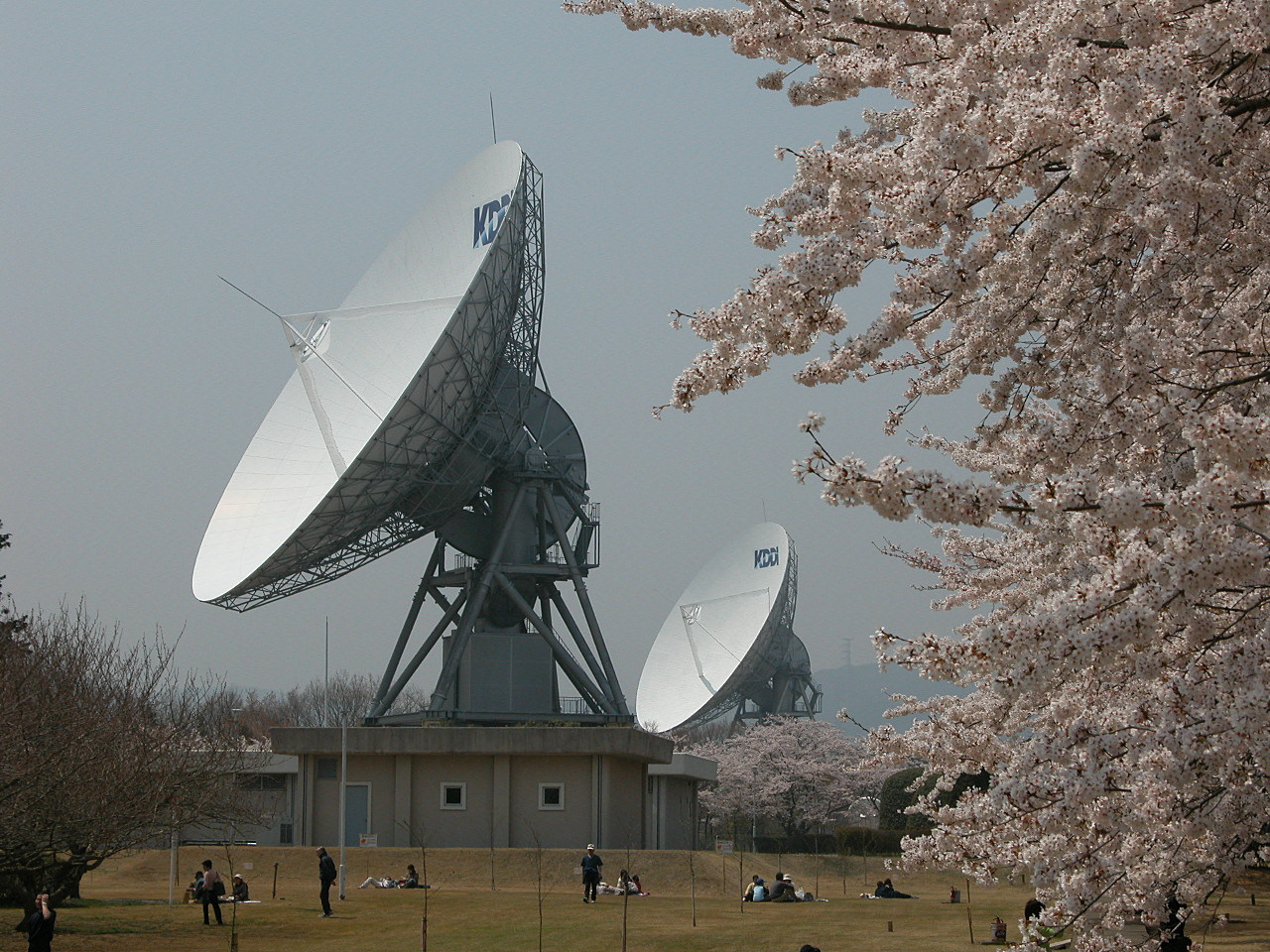
茨城衛星通信站
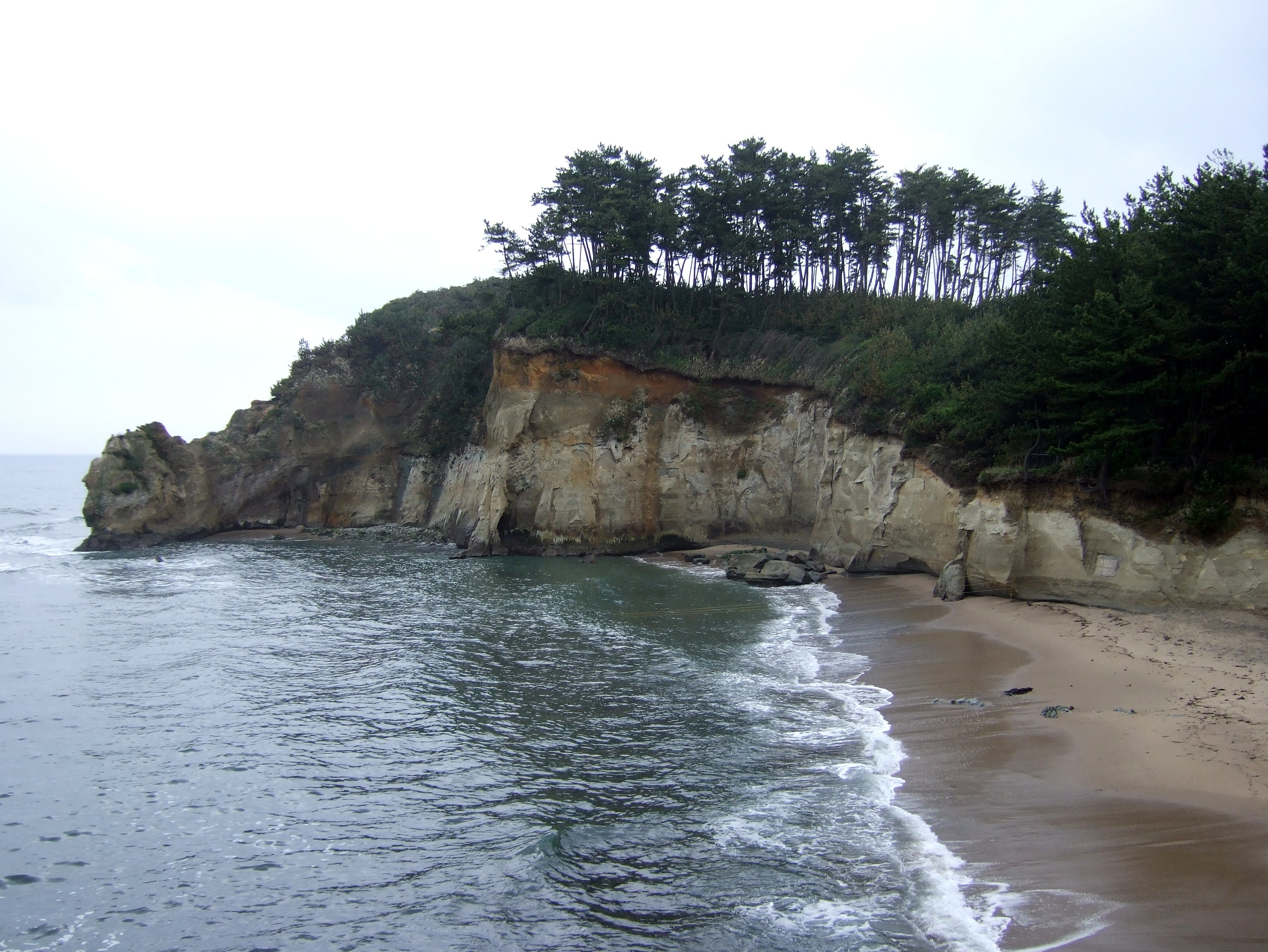
鵜岬
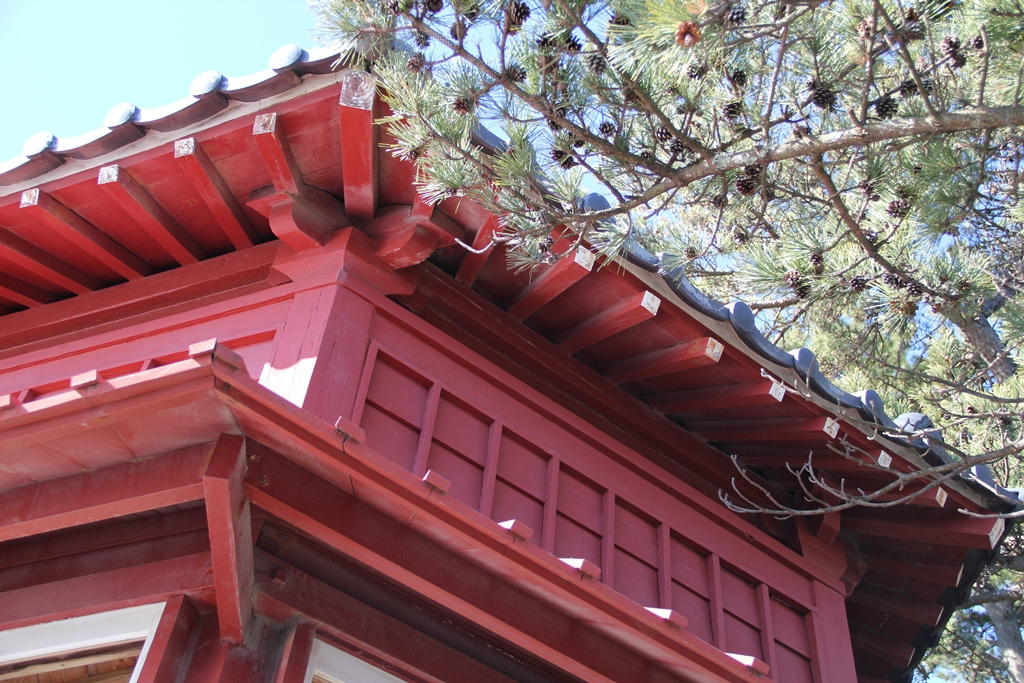
六角堂
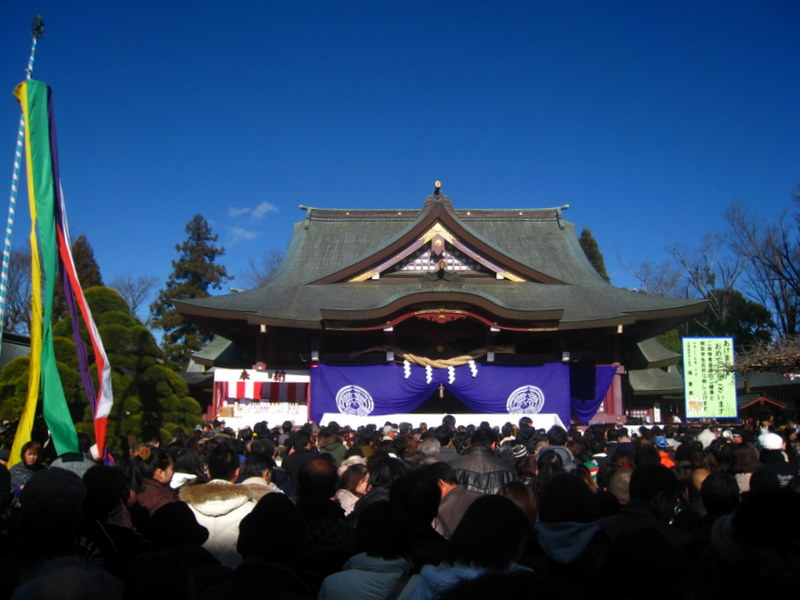
笠間稻荷神社
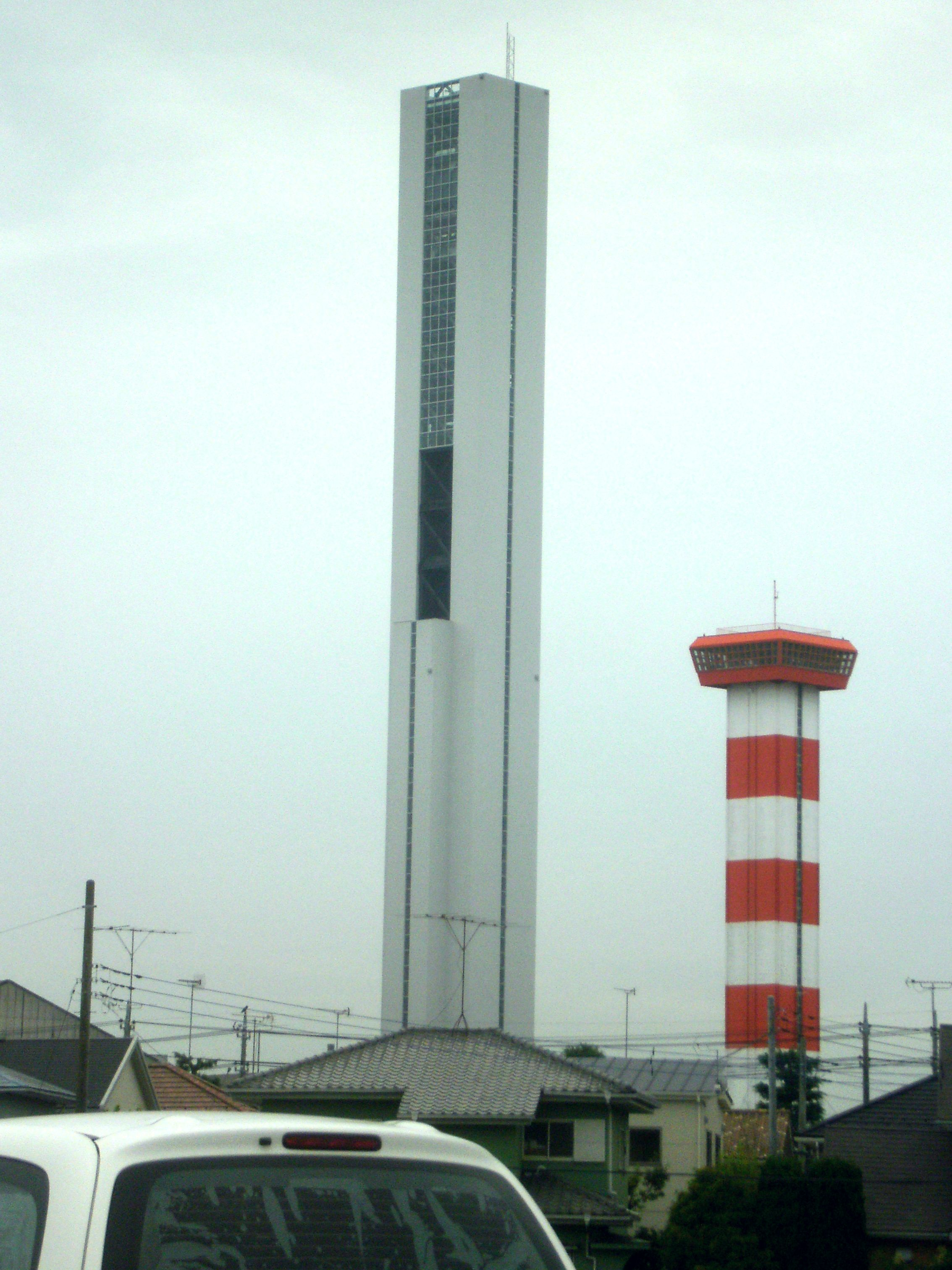
G1塔
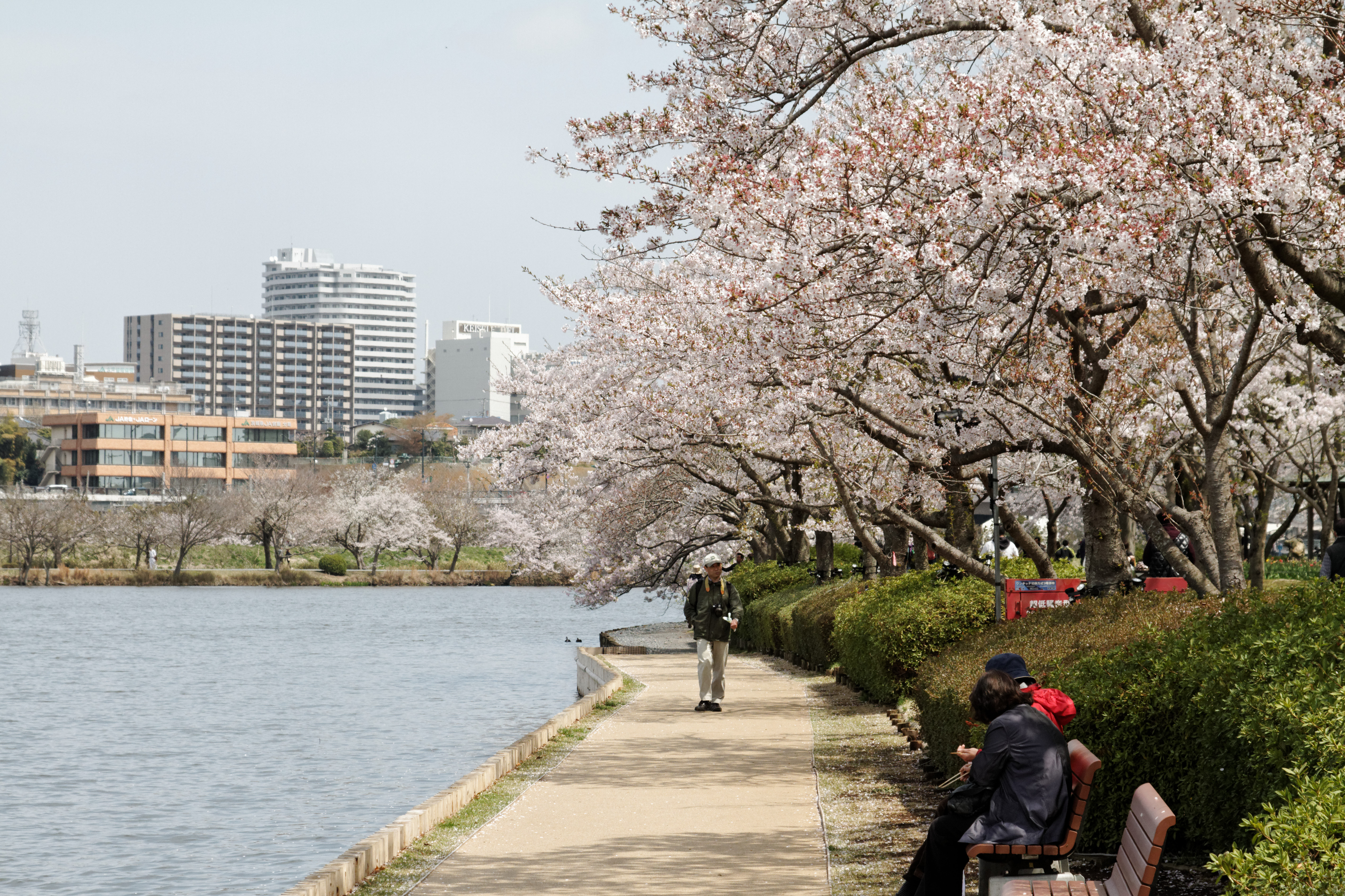
偕樂園
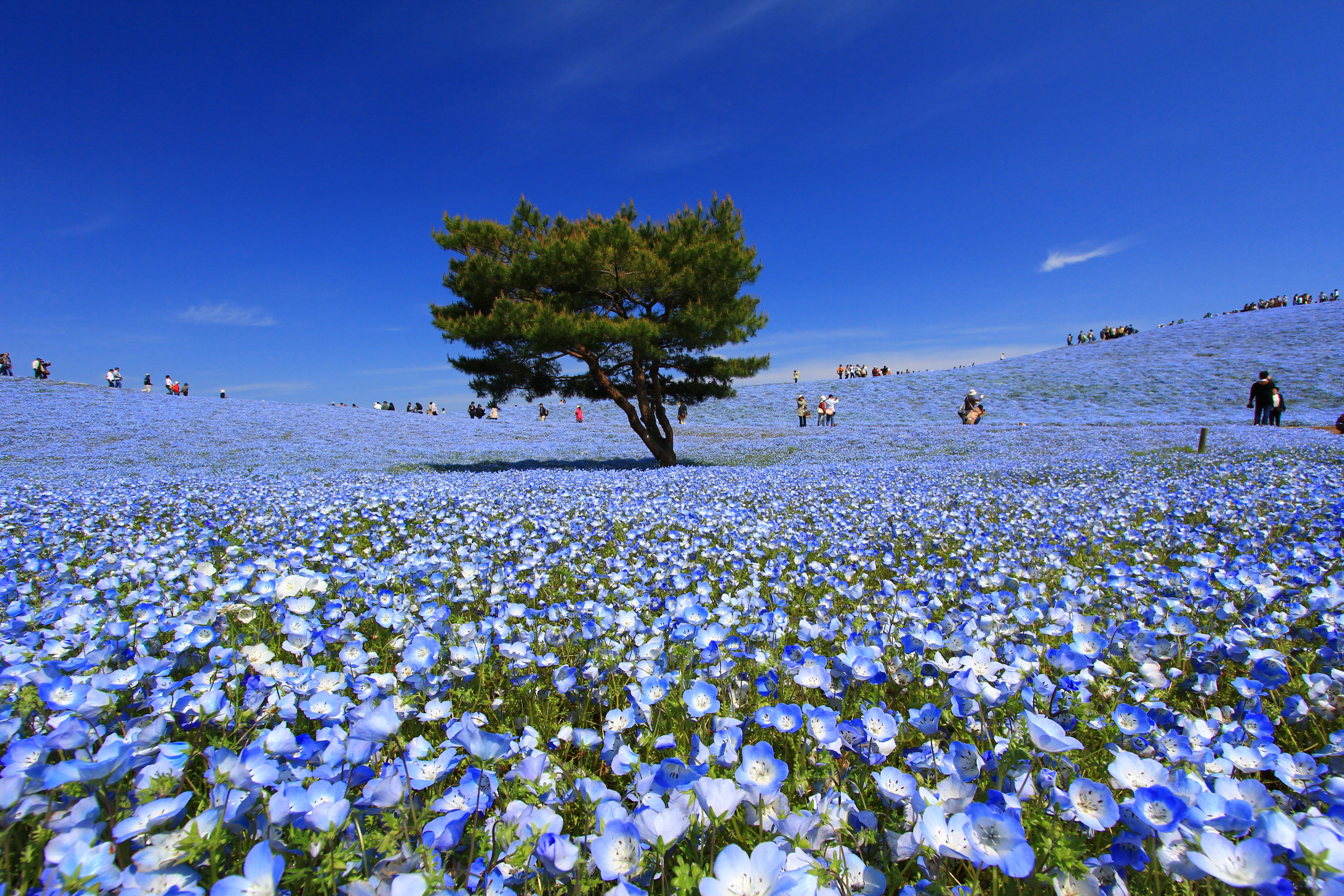
國營常陸海濱公園見晴片區中喜林草盛開的見晴之丘

## 媒體
- NHK水戶放送局
- LuckyFM 茨城放送

## 註解
1. ↑  . 日本の名物特産品・特産物.   [2010-08-22]. （原始内容存档于2021-02-13）.

## 外部連結
- 官方网站
- 茨城縣的X（前Twitter）